# أنطالاس
أنطالاس (بالإنجليزية: Antalas)‏ يعتبر من أهم زعماء المقاومة الأمازيغية المورية، ومن أشد الزعماء الأمازيغ ضراوة وشدة في المقاومة في نوميديا. وهو من أهم ملوك إمارة الفركسيس التي كانت توجد في جبال الظهر التونسية، وهو ابن الزعيم الموري گوينيفان Guenefan . وقد ظهر هذا الزعيم الموري في القرن السادس الميلادي، وبالتالي عايش ظلم وقسوة الغزوين: الوندالي والبيزنطي. وهذا ما جعله يحارب الوندال والبيزنطيين مدة طويلة، فأوقعهم في هزائم كثيرة إلى أن وسع نفوذه في الكثير من المناطق الأمازيغية في ليبيا وتونس ونوميديا .
ولكن مقاومته لم تنطلق إلا بعد أن عاث الوندال فسادا في أرض تمازغا ، وبعد أن اعتقل البيزنطيون تحت قيادة سيرجيوس Sergius رؤساء لواتة وقتلهم في قصره. ولم يخضع أنطالاس إلا في سنة 548 م على يد القائد البيزنطي جان طروگليتا jean Troglita .

## تاريخ
تقع المملكة التي كان يحكمها أنطالاس في قلب ولاية بيزاكينا، في جبال الظهر التونسية، في المثلث الذي يجمع بين مدن تالة ، وطيليبت(Thelepte المدينة القديمة)، وتيفستة ( Théveste طبسة). فداخل هذا المثلث نشأت النواة الأولى لمملكة الفركسيس Frexes التي يقودها أنطالاس الذي تمكن عند بلوغه السابعة عشرة من عمره بتنظيم ثورات متعددة على عهد أبيه گوينيفان زعيم القبيلة آنذاك؛ وعلى الرغم من أن الوندال نظموا حملة عسكرية وجهت ضده، فلقد تمكن من الانتصار عليها وتحقيق استقلال عن الحكم الوندالي بين 523م - 532. وعند زحف البيزنطيين بحث عن وسيلة للحفاظ على استقلال قبيلته وسيادته المحلية، فأسرع بتقديم ولائه ليوستنيانوس مقابل الاعتراف بسلطته على قبيلته، لذلك أصبح حليفا للإمبراطورية لمدة عشر سنوات ، كانت بيزنطة تمنحه خلالها راتبا سنويا مقابل إخلاصه. لكن سرعان ماتحول من موقف الحليف المخلص لبيزنطة إلى العدو الثائر على سلطتها. وقد إتضح ذلك من خلال ظهور بعض الثورات التي شهدتها المنطقة، والتي يمكن أن تؤخذ كشكل من أشكال المقاومة المورية لاحتلال البيزنطي.
ولم يتمكن أنطالاس من تحقيق انتصاراته والحفاظ على استقلال مملكته إلا باستشارة كبار مملكة الفركسيس، وتوحيد القبائل المورية، وتكوين جيش عتيد مدرب على الكر والفر والمواجهة المباشرة وغير المباشرة، والاستعانة بالطبقات الاجتماعية الكادحة المتذمرة المظلومة، وتطبيق سياسة ماسينيسا في محاصرة الأعداء وتطويقهم في معاقلهم وحصونهم، والتحالف مع قادة القبائل الأمازيغية الأخرى في تقوية الصف الأمازيغي في مجابهة العدو البيزنطي الزاحف كإيرنا ويوداسو كاركزان.

## تطورمقاومة أنطالاس

### إنهيارالوندال
من المعروف أن البيزنطيين لم يستقروا بشمال أفريقيا إلا بعد القضاء على القوات الوندالية المتوحشة التي جاءت من أقاصي الجرمان لسفك الدماء في نوميديا ونشر الفساد في هذه المنطقة ونهب كل خيرات البلادوتخريب عمارة البرابرة ومدنية القرطاجنيين والرومان. وكان الوندال الهمج لايعرفون سوى لغة الذبح وتصفية المعارضين وقتل الشيوخ والنسوة والأطفال وحرق المغروس وتخريب المدن ودكها، وكانت قلوبهم لاتعرف الرحمة كما كانوا لا يؤمنون بأسس المدنية ولابضرورة المساهمة في بناء الحضارة الإنسانية . لأنهم كانوا في حقيقتهم بدوا ورعاة وغجرا قساة القلوب، متوحشين في أفعالهم يشبهون في التاريخ الوسيط القوات التتارية المغولية المتوحشة التي كان يقودها جينكزخان وهولاكو من أجل إسالة دماء البشروالحصول على الغنائم وسبي النساء وقتل ماعدا ذلك وحرق كل ما تنبته الأرض وتخريب كلعمران وأثر إنساني.
ولما دخل البيزنطيون إلى شمال أفريقيا وجدوا الوندال مازالوا يحاربون المقاومين الأمازيغ، ولاسيما قائدهم الشهم أنطالاس الذي صادفت مقاومته ظهورالجمل الذي كان يثير خوفا في نفوس الوندال العداة، وفي هذا الصدد يقول الباحث المغربي محمد بوكبوط:
| أنطالاس | ركز بعض المؤرخين على عامل أولوه أهمية مبالغ فيها، وحاولوابواسطته تفسير انهيار الحكم الوندالي، يتمثل في ظهور الجمل والقبائل الجمالة. فهذا الحيوان حسب تحليلهم قلب موازين القوى العسكرية بين الوندال- المشتهرين بالبطشوالشدة في حروبهم- والأمازيغ بسبب " الفزع" الذي كان يثيره منظر الجمل في صفوف فرق الفرسان الوندال' | أنطالاس |

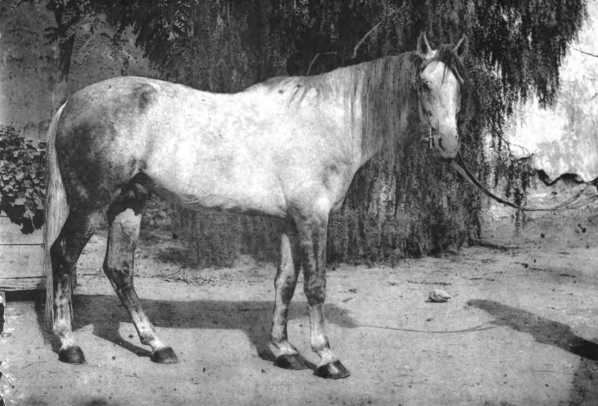
حصان قبيلة الفراشيش

مرة أخرى نقف على محاولات المؤرخين الأوربيين ومن حذا حذوهم لتجريد الأمازيغ من أي فعل تاريخي إيجابي، بإرجاع انتصاراتهم ومكتسباتهم إلى عواملخارجة عن طاقتهم وإدراكهم وعزمهم الأكيد على طرد الغزاة المحتلين، بحيث يتعامى الطرح السالف على وقائع تاريخية تؤكد حقيقة لامراء فيها، وهي استمرار المقاومة والمعارضة من جانب الأمازيغ ضد الأجانب المغتصبين لأرضهم، هذه المعارضة التي اختلفت طبيعتها حسب موازين القوى بينهم وبين خصومهم. فإذا كانت خلال قوة الإمبراطورية الرومانية ذات طابع سلبي … فإنها أصبحت معارضة منظمة إيجابية خلال حكم الوندال، ذلك أن إمارات متعددة نشأت في المناطق المحررة من النير الأجنبي وعملت على تحقيقالهدف التاريخي للأمازيغ الذين طردوا إلى الهوامش والمعاقل الجبلية، والمتمثل في الرجوع إلى الشمال والمناطق الغنية.
غير أن هذه السيرورة التاريخية كلما دنت من التتويج تصطدم بموجة عاتية تجهضها، ممثلة في إرادة قوة أجنبية أخرى كان لتدخلها أثرمعرقل."
وستساعد ثورة أنطالاس الطويلة على الوندال واشتعال الثورات الدينية والاجتماعية والعسكرية والثقافية في التعجيل بانهيار الوندال وتعبيد الطريق أمام البيزنطيين للدخول إلى شمال أفريقيا للاستقرار فيها مدة قرن من الزمن.

### دخول البيزنطيين إلى نوميديا

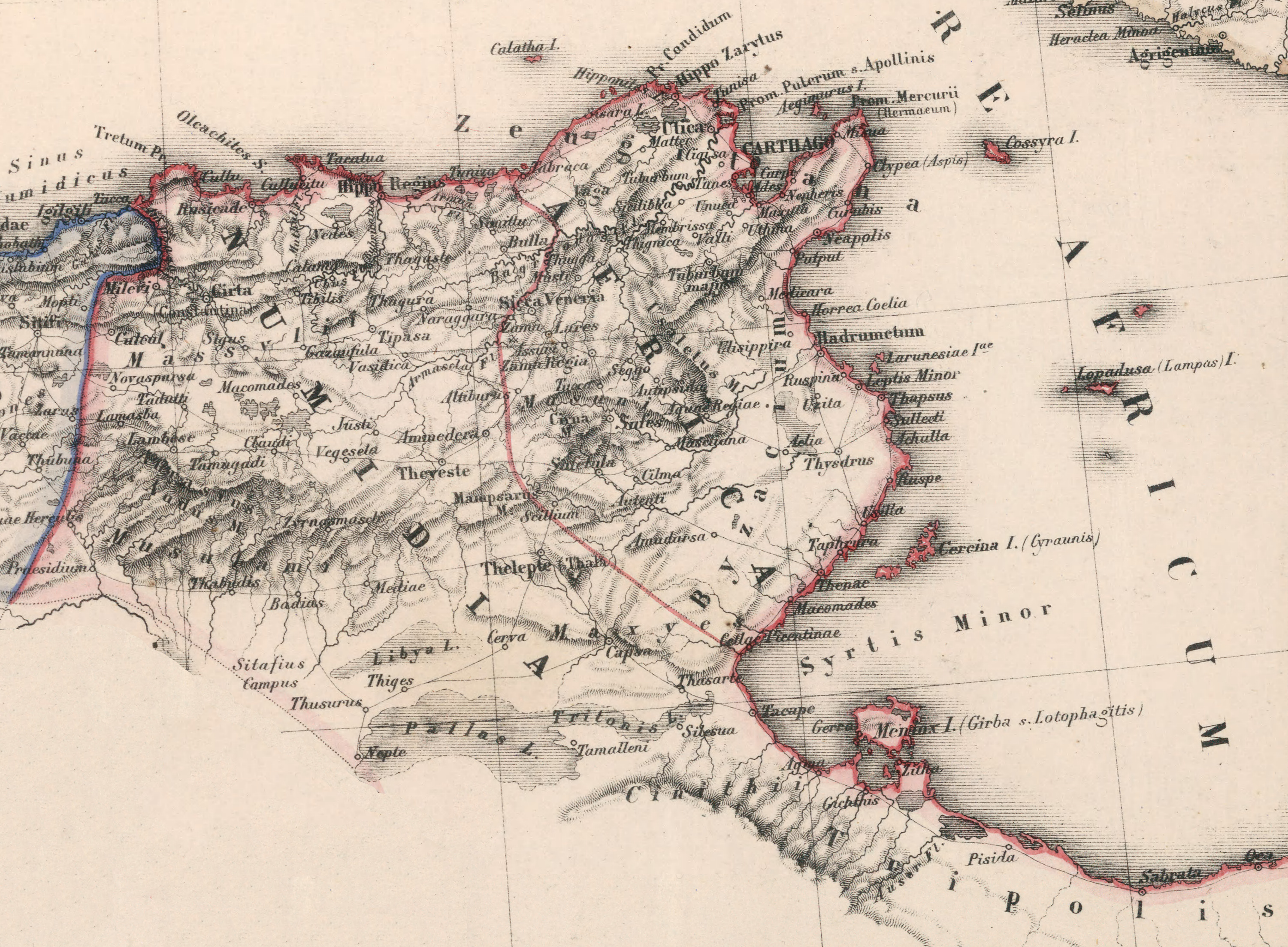
المقاطاعات البيزنطية

لم تباشر الإمبراطورية البيزنطية في إرسال قواتها العسكرية إلى شمال أفريقيا لمنازلة الوندال إلا بعدإحساسها بضعف العدو الجرماني عسكريا وميدانيا أمام المقاومة الأمازيغية الشرسة التي استنزفت القوة الوندالية، ووجهت لها ضربات موجعة في معارك شتى فوق التراب النوميدي والتونسي والليبي بالخصوص.
وهكذا، فقد" أبحرت القوات البيزنطية نحو شمال أفريقيا لمنازلة الوندال سنة 534م، ولم يجد بليزير كبير عناء في سحقهم ودخول عاصمتهم قرطاج، فضمت بذلك أفريقية إلى حظيرة الإمبراطورية البيزنطية مدة قرن من الزمن(434-534م).
والحقيقة أن هذا الانتصار السريع الذي حققه البيزنطيون توفرتله ظروف ملائمة مرتبطة بوضع مملكة الوندال، أهمها الثورات الاجتماعية الدينية التيأشعلها الأمازيغ في المنطقة الخاضعة للنفوذ الوندالي، مع ماترتب عليها من انعكاسات سياسية وعسكرية سلبية، كما أن الأمازيغ الكاثوليك بعثوا رسلاإلى بيزنطة طالبين من إمبراطورها تجريد حملة عسكرية مع إعطاء ضمانات بانتصارها على الوندال، الشيء الذي يفسر عدم اصطدام البيزنطيين بمقاومة شعبية أمازيغية. بل نجد أنه عقب إنزال القوات البيزنطية كان الملك الوندالي جلمار على رأس أغلبية قواته في حملة لقمع ثورة بالساحل الجنوبي لإفريقية، تزعمه

## وصلات خارجية
- Brève présentation d'Antalas (Aurès Chaouia)
- (بالإنجليزية) Index chronologique (History of Ethics)